# Николай Курнаков
Николай Василиевич Курнаков (на руски: Николай Васильевич Курнаков) е руски офицер, генерал-майор. Участник в Руско-турската война (1877—1878).

## Биография
Николай Курнаков е роден през 1827 г. е в семейството на дворянин от Донската казашка войска. Ориентира се според казашката традиция към военното поприще. Постъпва в Руската армия и през е произведен в първо офицерско звание прапорщик (1847).
Участва в Кримската война (1853-1856). Повишен е във военно звание подполковник (1859).
Участва в потушаването на Полското въстание (1863 – 1864). Повишен е във военно звание полковник от 1867 г.
Участва в Руско-турската война (1877—1878). Назначен е за командир на 21-ви Донски казашки полк (1877). Придаден е в състава на Предния руски отряд с командир генерал-лейтенант Йосиф Гурко. Отличава се в битката при Стара Загора и битката при Джуранли. Повишен е във военно звание генерал-майор и е награден с орден „Свети Георги“ IV ст. Полкът е включен в състава на Западния отряд с командир генерал-лейтенант Йосиф Гурко. Участва в зимното преминаване на Стара планина. На 30 ноември 1877 г. превзема Златишкия проход и Челопеч. За превземането на златишкия укрепен лагер е награден със златно оръжие „За храброст“. Награден е с орден „Свети Станислав“ I ст. (1880).
След войната е командир на 2-ра бригада от 1-ва кавалерийска дивизия (1879), 1-ва бригада от 4-та кавалерийска дивизия (1885).
Умира в Санкт Петербург на 12 април 1886 г. Погребан е в гробището на Новодевическия манастр.